# Wang Lei (escaquista)
Wang Lei (en xinès: 王磊); nascuda el 4 de febrer de 1975 a Xangai) és una jugadora d'escacs xinesa, que té el títol de Gran Mestre Femení. Estigué dins el top 50 femení de la FIDE entre 2000 i 2003, i arribà a ser la 5a jugadora del món l'octubre de 2001, amb un Elo de 2512 aquell mes.
Tot i que es troba inactiva des de gener de 2003, a la llista d'Elo de la FIDE de novembre de 2014, hi tenia un Elo de 2484 punts, cosa que en feia la jugadora número 36 de la Xina. El seu màxim Elo va ser de 2512 punts, a la llista d'octubre de 2001 (posició 487 al rànquing mundial absolut).

## Resultats destacats en competició
Ha guanyat en quatre ocasions el campionat femení de la Xina (1997–1998, 2000–2001).
Wang ha competit per l'equip nacional xinès quatre cops a les olimpíades d'escacs femenines (1990, 1996–2000) amb 32 partides jugades i uns resultats de (+21, =8, -3), i un cop al campionat d'Àsia per equips (1999) amb un resultat de (+3, =0, -1).